# Шалава (деревня)
Шалава — деревня в Ярославской области Российской Федерации, в Гаврилов-Ямском районе.
Свое название деревня могла получить из-за владельца двора, который располагался ранее на месте этого населенного пункта.
Население на 2025 год - 12 человек. 

## География
Расположена в восточной части области в 2,5 км к северо-западу от Гаврилов-Яма, севернее автодороги Р79 Иваново — Ярославль.
Ближайшие населённые пункты — Седельница, Прилесье, Вострицево.

## Население
| 2007 | 2010 |
| ---- | ---- |
| 79   | ↘69  |

Население на 1 января 2007 года — 79 человек.
Данные переписи 1897 года:
Согласно переписным листам, в 1897 году в деревне проживало 182 человека: 78 мужчин (грамотность 40 %) и 104 женщины (грамотность 11 %). В деревне было около 30 домов, из них 6 принадлежали Черняевым, 4-Чубаровым, 3 — Марасановым, 3 — Шалавиным. Большая часть населения занималась земледелием. Помимо этого, 6 человек работали на фабрике, 1 — лесным сторожем, 3 — кухарками, 1 -няней, 1 — дворником у купца. В деревне были кузнец и ткачиха.